# Stadio Gürsel Aksel
Lo Stadio Gürsel Aksel (in turco Gürsel Aksel Spor ve Sağlıklı Yaşam Merkezi) è uno stadio situato a Smirne, in Turchia.
È prevalentemente usato per incontri di calcio ed ospita le partite casalinghe del Göztepe. La sua costruzione è iniziata nel 2017 e terminata nel 2019. È intitolato al calciatore Gürsel Aksel, che per tutta la sua carriera ha giocato nel Göztepe ed è soprannominato il "grande capitano" della squadra.
È stato inaugurato il 26 gennaio 2020 in occasione della partita di TFF 1. Lig tra Göztepe e Beşiktaş, vinta per 2-1 dai padroni di casa.
Nel 2021 ha ospitato la finale della Coppa di Turchia tra Fenerbahçe e İstanbul Başakşehir. Ha inoltre ospitato per due volte la nazionale turca, che ha giocato nell'impianto il 14 giugno 2022 contro la Lituania e il 9 settembre 2024 contro l'Islanda per la UEFA Nations League.